# Maniola maraschi
Maniola maraschi är en fjärilsart som beskrevs av Pfeiffer 1932. Maniola maraschi ingår i släktet Maniola och familjen praktfjärilar. Inga underarter finns listade i Catalogue of Life.